# رودي دويل
رودي دويل (بالإنجليزية: Roddy Doyle)‏ (و. 1958 – م) هو كاتب سيناريو، وكاتب، وروائي، وكاتب مسرحي من جمهورية أيرلندا . ولد في دبلن .
وهو عضو في الجمعية الملكية للأدب .

## التعليم
تعلم في جامعة كلية دبلن

## أعمال بارزة
من أهم أعماله:
- Paddy Clarke Ha Ha Ha
- Paula Spencer
- The Van
- The Woman Who Walked into Doors
- The Commitments
- The Snapper (novel).

## جوائز
حصل على جوائز منها:
- Irish PEN Award.

## روابط خارجية
- رودي دويل على موقع IMDb (الإنجليزية)
- رودي دويل على موقع الموسوعة البريطانية (الإنجليزية)
- رودي دويل على موقع مونزينجر (الألمانية)
- رودي دويل على موقع ميوزك برينز (الإنجليزية)
- رودي دويل على موقع أول موفي (الإنجليزية)
- رودي دويل على موقع قاعدة بيانات الأفلام السويدية (السويدية)
- رودي دويل على موقع إن إن دي بي (الإنجليزية)
- رودي دويل على موقع قاعدة بيانات الفيلم (الإنجليزية)